# Chrono des Nations
De Chrono des Nations is een eendaagse tijdrit die sinds 1982 ieder jaar in de maand oktober wordt verreden rond Les Herbiers in het Franse departement Vendée. De Chrono des Nations maakt deel uit van de UCI Europe Tour en is geclassificeerd als een 1.1-wedstrijd.
De Chrono des Nations werd voor het eerst verreden in 1982. De eerste edities (1982-1987) waren uitsluitend voor amateurs, gevolgd door een open wedstrijd voor profs en amateurs (1988-1994). In 1995 werd er afzonderlijke wedstrijd gehouden voor zowel amateurs als profs. Vanaf 1996 is de wedstrijd enkel toegankelijk voor profs.
Tot en met 2005 stond de wedstrijd bekend als de Chrono des Herbiers. In 2006 werd de wedstrijd hernoemd naar Chrono des Nations, naar de voormalige wedstrijd Grote Landenprijs (Grand Prix des Nations) die in 2004 voor het laatst georganiseerd werd.

## Overzicht winnaars
| Jaar  | Winnaar              | 2e                     | 3e                      |
| ----- | -------------------- | ---------------------- | ----------------------- |
| 1982¹ | Gary Dowdell         | Håkan Jensen           | Patrice Esnault         |
| 1983¹ | David Akam           | Patrice Esnault        | Bruno Cornillet         |
| 1984¹ | Patrice Esnault      | Eric Dudoit            | Philippe Glowacz        |
| 1985¹ | Bernard Richard      | Claude Séguy           | Paul Quentel            |
| 1986¹ | Frank Petiteau       | Laurent Bezault        | Pascal Lance            |
| 1987¹ | Pascal Lance         | Frank Petiteau         | Armand de Las Cuevas    |
| 1988² | Pascal Lance         | Thomas Hartman         | Philippe Bouvatier      |
| 1989² | Marco Jeletich       | Bernard Richard        | Thierry Dupuy           |
| 1990² | Jan Karlsson         | Francis Moreau         | Michael Rich            |
| 1991² | Jan Karlsson         | Thierry Marie          | Hervé Garel             |
| 1992² | Artūras Kasputis     | Marek Leśniewski       | Jan Karlsson            |
| 1993² | Chris Boardman       | Pascal Lance           | Eddy Seigneur           |
| 1994² | Pascal Lance         | Thierry Marie          | Jan Karlsson            |
| 1995¹ | Jan Karlsson         | Bert Roesems           | Andreas Walzer          |
| 1995  | Pascal Lance         | Marek Leśniewski       | Nicolas Aubier          |
| 1996  | Chris Boardman       | Laurent Brochard       | Neil Stephens           |
| 1997  | Serhij Hontsjar      | Tony Rominger          | Francisque Teyssier     |
| 1998  | Serhij Hontsjar      | Gilles Maignan         | Francisque Teyssier     |
| 1999  | Serhij Hontsjar      | Gilles Maignan         | Christophe Moreau       |
| 2000  | Jean Nuttli          | Serhij Hontsjar        | László Bodrogi          |
| 2001  | Jean Nuttli          | László Bodrogi         | Serhij Hontsjar         |
| 2002  | Michael Rich         | Fabian Cancellara      | Bert Roesems            |
| 2003  | Michael Rich         | Bert Roesems           | Uwe Peschel             |
| 2004  | Bert Roesems         | Vladimir Goesev        | Sebastian Lang          |
| 2005  | Ondřej Sosenka       | Michael Rogers         | Vladimir Goesev         |
| 2006  | Raivis Belohvoščiks  | Brian Vandborg         | Matti Helminen          |
| 2007  | László Bodrogi       | Raivis Belohvoščiks    | Stef Clement            |
| 2008  | Stef Clement         | Manuel Quinziato       | Raivis Belohvoščiks     |
| 2009  | Aleksandr Vinokoerov | Jean-Christophe Peraud | Yuriy Krivtsov          |
| 2010  | David Millar         | Edvald Boasson Hagen   | Lieuwe Westra           |
| 2011  | Tony Martin          | Gustav Erik Larsson    | Alex Dowsett            |
| 2012  | Tony Martin          | Sylvain Chavanel       | Taylor Phinney          |
| 2013  | Tony Martin          | Gustav Erik Larsson    | Sylvain Chavanel        |
| 2014  | Sylvain Chavanel     | Jérémy Roy             | Reidar Bohlin Borgersen |
| 2015  | Vasil Kiryienka      | Marcin Białobłocki     | Johan Le Bon            |
| 2016  | Vasil Kiryienka      | Jonathan Castroviejo   | Martin Toft Madsen      |
| 2017  | Martin Toft Madsen   | Mikkel Bjerg           | Jonathan Castroviejo    |
| 2018  | Martin Toft Madsen   | Mikkel Bjerg           | Stéphane Rossetto       |
| 2019  | Jos van Emden        | Filippo Ganna          | Primož Roglič           |
| 2020  | niet verreden        | niet verreden          | niet verreden           |
| 2021  | Stefan Küng          | Martin Toft Madsen     | Alessandro De Marchi    |
| 2022  | Stefan Küng          | Tobias Foss            | Matteo Sobrero          |
| 2023  | Joshua Tarling       | Remco Evenepoel        | Stefan Bissegger        |
| 2024  | Stefan Küng          | Jay Vine               | Johan Price-Pejtersen   |

¹Koers voor amateurs

²Open koers (Amateurs en Profs)
In 1995 werd er zowel een koers voor amateurs als een voor profs verreden.

### Meervoudige winnaars
| Overwinningen | Renner             | Land                | Jaren                     |
| ------------- | ------------------ | ------------------- | ------------------------- |
| 4             | Pascal Lance       | Frankrijk           | 1987 + 1988 + 1994 + 1995 |
| 3             | Jan Karlsson       | Zweden              | 1990 + 1991 + 1995        |
| 3             | Serhij Hontsjar    | Oekraïne            | 1997 + 1998 + 1999        |
| 3             | Tony Martin        | Duitsland           | 2011 + 2012 + 2013        |
| 3             | Stefan Küng        | Zwitserland         | 2021 + 2022 + 2024        |
| 2             | Chris Boardman     | Verenigd Koninkrijk | 1993 + 1996               |
| 2             | Jean Nuttli        | Zwitserland         | 2000 + 2001               |
| 2             | Michael Rich       | Duitsland           | 2002 + 2003               |
| 2             | Vasil Kiryienka    | Wit-Rusland         | 2015 + 2016               |
| 2             | Martin Toft Madsen | Denemarken          | 2017 + 2018               |

### Overwinningen per land
| Overwinningen | Land                                                       |
| ------------- | ---------------------------------------------------------- |
| 8             | Frankrijk                                                  |
| 6             | Verenigd Koninkrijk                                        |
| 5             | Duitsland, Zwitserland                                     |
| 3             | Nederland, Oekraïne, Zweden                                |
| 2             | Denemarken, Wit-Rusland                                    |
| 1             | België, Hongarije, Kazachstan, Letland, Litouwen, Tsjechië |

## Vrouwen
Vanaf 1987 wordt de wedstrijd ook door vrouwen verreden en later ook door beloften en junioren. De Française Jeannie Longo won de eerste editie en won 23 jaar later, op 51-jarige leeftijd, voor de zesde keer. Ze is hiermee recordhoudster. De enige Belgische overwinning was in 2016 door Ann-Sophie Duyck. Nederlandse overwinningen waren er in 1990 door Astrid Schop en in 2022 door regerend wereldkampioene Ellen van Dijk.
| Jaar | Winnaar             | 2e                      | 3e                        |
| ---- | ------------------- | ----------------------- | ------------------------- |
| 1987 | Jeannie Longo       | Cécile Odin             | Roberta Bonanomi          |
| 1988 | Maria Canins        | Cécile Odin             | Annie Rebière             |
| 1989 | Maria Canins        | Nathalie Six            | Fiona Madden              |
| 1990 | Astrid Schop        | Fiona Madden            | Leontien van Moorsel      |
| 1991 | Nathalie Gendron    | Astrid Schop            | Laurence Leboucher        |
| 1992 | Jeannie Longo       | Barbara Erdin-Ganz      | Luzia Zberg               |
| 1993 | Roselyne Riou       | Georgina Pechard        | Margareth Castel-Heurtaux |
| 1994 | Marion Clignet      | Roselyne Riou           | Maryline Salvetat         |
| 1995 | Jeannie Longo       | Roselyne Riou           | Christèle Richard         |
| 1996 | Chrystèle Richard   | Maryline Salvetat       | Françoise Le Prod'Homme   |
| 1997 | Zulfiya Zabirova    | Maryline Salvetat       | Roselyne Riou             |
| 1998 | Zulfiya Zabirova    | Géraldine Loewenguth    | Florence Marrens          |
| 1999 | Zulfiya Zabirova    | Géraldine Loewenguth    | Valentina Polkhanova      |
| 2000 | Jeannie Longo       | Géraldine Loewenguth    | Maryline Salvetat         |
| 2001 | Edwige Pitel        | Blandine Camus          | Élodie Touffet            |
| 2002 | Zulfiya Zabirova    | Jeannie Longo           | Cathy Moncassin           |
| 2003 | Margaret Hemsley    | Joane Somarriba         | Kathryn Watt              |
| 2004 | Edwige Pitel        | Kathryn Watt            | Zulfiya Zabirova          |
| 2005 | Edwige Pitel        | Priska Doppmann         | Marina Jaunatre           |
| 2006 | Priska Doppmann     | Zulfiya Zabirova*       | Marina Jaunatre           |
| 2007 | Susanne Ljungskog   | Bridie O’Donnell        | Priska Doppmann           |
| 2008 | Susanne Ljungskog   | Jeannie Longo           | Charlotte Becker          |
| 2009 | Jeannie Longo       | Trine Schmidt           | Julia Shaw                |
| 2010 | Jeannie Longo       | Amber Neben             | Edwige Pitel              |
| 2011 | Amber Neben         | Kristin Armstrong       | Olga Zabelinskaja         |
| 2012 | Amber Neben         | Alison Tetrick          | Edwige Pitel              |
| 2013 | Hanna Solovey       | Alison Tetrick          | Elisa Longo Borghini      |
| 2014 | Hanna Solovey       | Alison Tetrick          | Mélodie Lesueur           |
| 2015 | Tatiana Antoshina   | Hanna Solovey           | Ann-Sophie Duyck          |
| 2016 | Ann-Sophie Duyck    | Hayley Simmonds         | Lotta Lepistö             |
| 2017 | Audrey Cordon-Ragot | Ann-Sophie Duyck        | Hayley Simmonds           |
| 2018 | Olga Zabelinskaja** | Emma Norsgaard          | Audrey Cordon-Ragot       |
| 2019 | Leah Thomas         | Vita Heine              | Emma Norsgaard            |
| 2020 | niet verreden       | niet verreden           | niet verreden             |
| 2021 | Marlen Reusser      | Anna Kiesenhofer        | Mieke Kröger              |
| 2022 | Ellen van Dijk      | Valeriya Kononenko      | Amber Neben               |
| 2023 | Anna Kiesenhofer    | Christina Schweinberger | Valeriya Kononenko        |
| 2024 | Grace Brown         | Vittoria Guazzini       | Anna Kiesenhofer          |

* Zulfiya Zabirova veranderde in 2005 van de Russische naar de Kazachse nationaliteit.
** Olga Zabelinskaja veranderde in 2018 van de Russische naar de Oezbeekse nationaliteit.

### Meervoudige winnaars
| Overwinningen | Renner            | Land             | Jaren                                   |
| ------------- | ----------------- | ---------------- | --------------------------------------- |
| 6             | Jeannie Longo     | Frankrijk        | 1987 + 1992 + 1995 + 2000 + 2009 + 2010 |
| 4             | Zulfiya Zabirova  | Rusland          | 1997 + 1998 + 1999 + 2002               |
| 3             | Edwige Pitel      | Frankrijk        | 2001 + 2004 + 2005                      |
| 2             | Maria Canins      | Italië           | 1988 + 1989                             |
| 2             | Susanne Ljungskog | Zweden           | 2007 + 2008                             |
| 2             | Amber Neben       | Verenigde Staten | 2011 + 2012                             |
| 2             | Hanna Solovey     | Oekraïne         | 2013 + 2014                             |

### Overwinningen per land
| Overwinningen | Land                                                         |
| ------------- | ------------------------------------------------------------ |
| 14            | Frankrijk                                                    |
| 5             | Rusland                                                      |
| 3             | Verenigde Staten                                             |
| 2             | Oostenrijk, Italië, Nederland, Oekraïne, Zweden, Zwitserland |
| 1             | België, Oezbekistan, Oostenrijk                              |